# Мехтизаде, Султан Ага оглы
Султан Ага оглы Мехтизаде (азерб. Sultan Ağa oğlu Mehdizadə; 18 января 1911 — ?) — гвардии старшина РККА, участник Великой Отечественной войны. Награждён орденом Отечественной войны 1 степени, медалью «За боевые заслуги», медалью «За оборону Сталинграда». Полный кавалер Ордена Славы.

## Биография
Родился 18 января 1911 года в Шемахе. Окончив три курса Одесского института водного транспорта, был призван в РККФ и к началу войны проходил службу на Тихоокеанском флоте. В сентябре 1942 года в Саратовской области была сформирована 143-я отдельная стрелковая бригада, большую часть личного состава которого составляли моряки. В 97-ю отдельную стрелковую разведывательную роту этой бригады попал и краснофлотец Мехтизаде. С октября 1942 года бригада в составе войск Сталинградского фронта принимала участие в Сталинградской битве. В ноябрьских боях 1942 года под Сталинградом Султан был впервые ранен. За мужество и героизм, проявленные в ходе битвы краснофлотец был награждён медалью «За оборону Сталинграда». Ратные подвиги бойцов и командиров 143-ю отдельной стрелковой бригады были отмечены Верховным Главнокомандующим. В марте 1943 года бригада была преобразована в 14-ю отдельную гвардейскую стрелковую бригаду, а уже в апреле 1943 года на её основе была развернута 94-я гвардейская стрелковая дивизия. Интересным фактом является то, что в документах 1943 года звание разведчика 97-й отдельной гвардейской разведроты Султан Мехтизаде оставался по-прежнему морским — «гвардии краснофлотец».
В составе войск Воронежского фронта летом 1943 года 94-я гвардейская стрелковая дивизия приняла участие в Курской битве, действуя на Белгородском направлении. В августе 1943 года, в ходе Белгородско-Харьковской наступательной операции, дивизия освобождала Белгород и Харьков. С 23 по 30 августа 1943 года части дивизии форсировали Уды, и завязали бои за овладения посёлком Буды. Тяжёлые бои за освобождения западной заречной части посёлка шли семь дней. Всё это время бойцы 97-й отдельной гвардейской разведроты находились на передовой. В этот период на Мехтизаде были возложены обязанности повара. Он не только успешно справлялся с приготовлением пищи, но и своевременно доставлял её на передовую. Гвардии краснофлотец Мехтизаде под сильным огнём противника бесперебойно дважды в день доставлял бойцам пищу в термосах за спиной. За мужество, проявленное при выполнении служебного долга, Султан был награждён медалью «За боевые заслуги».
К лету 1944 года, пройдя с боями Украину, 94-я гвардейская стрелковая дивизия, вступила на территорию Советской Молдавии. К этому времени он уже был опытным разведчиком, неоднократно участвовал в поисках, имел воинское звание гвардии старший сержант и был отмечен нагрудным знаком «Отличный разведчик». 19 августа 1944 года разведчики дивизии получили задание захватить контрольного пленного в районе села Усты. Как правило, в этом случае разведгруппа делилась на две группы — захвата и поддержки. Султан вошёл в состав группы поддержки. Разведчики, проводя поиск на южной окраине Усты, обнаружили вражескую траншею с боевым охранением. Гвардии старший сержант Мехтизаде первым ворвался в траншею противника и огнём из автомата отрезал остальным гитлеровцам пути подхода, дав возможность группе захвата взять «языка», который впоследствии был успешно доставлен в наше расположение. 23 августа 1944 года на подступах к Кишинёву разведчики преследуя противника достигнув кукурузного поля вынуждены были залечь. В зарослях кукурузы немцы поставили заслон, который, ведя прицельный огонь, не давал возможности нашим разведчикам продвинуться вперёд. Султан Мехтизаде, обойдя позицию противника с тыла, неожиданно атаковал врага, бросив гранату. В результате один гитлеровец был убит, а четверо взяты в плен. За совершённые подвиги гвардии старший сержант был награждён орденом Славы 3-й степени.
В начале 1945 года 94-я гвардейская стрелковая дивизия в составе 5-й ударной армии 1-го Белорусского фронта вела бои на территории Польши. 14 января 1945 года при прорыве сильно укреплённой полосы обороны противника в районе Грабув — Пилица гвардии старший сержант Мехтизаде, выдвинувшись под огнём противника вперёд вместе с другими разведчиками, преодолел минное поле и инженерные сооружения, ворвался в первую немецкую траншею и огнём из автомата сразил восемь вражеских солдат, взял в плен двух гитлеровцев. За исключительное мужество, проявленное в боях за освобождению Польши, Султан Мехтизаде был награждён орденом Славы 2-й степени. 16 апреля 1945 года в бою за населённый пункт Тройник огневая точка противника преградила путь. Гвардии старший сержант Мехтизаде по-пластунски подобрался к позиции немецких пулемётчиков и гранатами подорвал вражеский пулемёт вместе с тремя солдатами противника. Войска 1-го Белорусского фронта стремительно продвигались к Берлину. В штурме столицы активно участвовала и 94-я гвардейская стрелковая дивизия. Уже 21 апреля 1945 года гвардейцы овладели Александерплац и 1 мая начали наступление на Рейхстаг. За мужество и героизм, проявленные в боях с захватчиками, Султан Ага оглы Мехтизаде был награждён орденом Славы 1-й степени.